# Sandomierz
Sandomierz (kiejtéseⓘ, IPA: [sanˈdɔmjɛʂ]; németül: Sandomir; latinul: Sandomiria; jiddisül: Tsuzmir; oroszul: Сандомир; csehül: Sandoměř; magyarul: Szandomir vagy Szondamér) lengyel város a Szentkereszt vajdaság sandomierzi járásában, a Visztula partján. A város hét dombon fekszik, innen a Kis Róma becenév. Az ország egyik legrégibb városa, a középkorban részfejedelmi székhely, a történelem viharait átvészelt Óvárosa jelentős idegenforgalmi látnivaló.

## Története

### APiastokfejedelmi városa
A nyugati szláv wislánok települése kiváló fekvésének köszönheti korai felvirágzását: a Visztula és San torkolatánál, az előbbi átkelőhelyénél, kereskedelmi útvonalak metszéspontjában fekszik. Először Gallus Anonymus Gestája említi a 12. század első harmadában, mint Lengyelország egyik legnagyobb városát.
III. (Ferdeszájú) Boleszláv lengyel fejedelem 1138-as végrendeletében fiai között szétosztotta országát, így Sandomierz Kis-Lengyelország keleti részének fejedelmi központja lett. A város ura először II. (Száműzött) Ulászló volt, aki Henrik öccse kiskorúsága idejére Krakkó mellett Sandomierzet is megtartotta magának. Mikor öccsei elűzték Lengyelországból, a város végre Sandomierzi Henrik kezébe kerülhetett, aki idejét leginkább keresztes hadjáratokkal töltötte (Szentföld, Kijev, Poroszország). Stílusosan a pogány poroszok elleni hadjáratban halt meg, fejedelemségét pedig sorban testvérei: IV. (Göndörhajú) Boleszláv és II. (Igazságos) Kázmér kapták.
Kázmér után fia, I. (Fehér) Leszek uralkodott Sandomierzben is. Az ő nevéhez két érdekes történet kapcsolódik: Mikor a pápa felszólította, hogy tegyen eleget ígéretének, és induljon el a Szentföldre keresztes hadjáratra, akkor azt írta neki vissza, hogy nem mehet, mert ott nincs sör. Az indoklás meggyőzte a pápát, így Leszek otthon maradhatott! De halála sem volt átlagos: a Piast-hercegek 1227-es összlengyelországi csúcstalálkozójukon éppen fürödtek, mikor merénylők támadtak rájuk. Leszek meztelenül lóra kapott, de utolérték és hátba lőtték vagy döfték. Sandomierz ezek után a rokonságban sűrűn gazdát cserélt, míg végül Leszek fiáé, V. (Szemérmes) Boleszlávé lett. Őhozzá adta lányát, (Szent) Kingát IV. Béla magyar király. A fejedelem nevéből is látszik, hogy Kinga rábeszélésére Boleszláv is a szűzi házasság (az ún. józsef-házasság) híve lett.
A lengyel állam akkori keleti határa mellett fekvő települést a 13. század folyamán a tatárok többször is feldúlták: 1241-ben, 1259-60-ban (ekkor mészároltak le 49 domonkos szerzetest) és 1287-ben. Boleszláv utóda, unokatestvére: II. (Fekete) Leszek 1280-ban Leó halicsi királlyal, majd 1282-ben az ellene fellázadt lovagokkal szemben védte meg a várost, amelynek fellendülése így csak a 13. század vége felé kezdődhetett meg, miután 1286-ban a fejedelemtől megkapta a magdeburgi városjogot.

### A fénykor
I. Łokietek Ulászló Fekete Leszek féltestvére és Kujávia fejedelme volt, aki Boldog Jolán (IV. Béla lánya, Szent Kinga és Boldog Konstancia húga, Szent Margit nővére lányát vette feleségül, és 1304-ben magyar segítséggel foglalta vissza területeit az akkoriban egész Lengyelországot uraló II. Venceltől. Sandomierz először 1289-92 között volt az övé, de véglegesen csak 1305-ben szerezte meg, bár a város német polgársága 1311-ben még (sikertelenül) fel is lázadt ellene. 1314-re, majd 200 év szétesettség után sikerrel egyesítette újra Lengyelországot, amit az 1320-as krakkói királykoronázással tetőzött be. A várost a pogány litvánok támadásai után, 1362-ben Ulászló fia, Nagy Kázmér király uralkodása idején várfalakkal vették körül. Nagy Kázmér palotát is építtetett az akkoriban kb. 3000 fős Sandomierzben. Nagy Lajos magyar-lengyel király 1351-ben és 1377-ben is járt a városban.
A 14. században már fontos Visztula menti kereskedő- és iparváros volt. Takácsairól és posztókészítőiről vált híressé, de itt kanonokoskodott és építtetett házat Jan Długosz, a leghíresebb lengyel történetíró is. A lengyel „arany század”, a 16. század folyamán, a visztulai kereskedelem fénykorában Sandomierz kikötőjében egymást érték a fával, gabonával megrakott dereglyék. Az egykor itt gabonát rakodó visztulai kereskedőbárkák Gdańskig is lehajóztak. A kereskedők áruikat az Óváros alatti pincerendszerben tárolták. A főtér közepén álló gótikus városháza is ekkor kapott reneszánsz homlokzatot. A 16. századi Lengyelország a vallásszabadságáról is híres volt: a katolikusok és ortodoxok mellett a különböző protestáns felekezetek is szabadon gyakorolhatták vallásukat (ilyen akkoriban Lengyelországon kívül csak Erdélyben volt!). 1570-ben például éppen Sandomierzben egyeztek meg egymással az evangélikusok, a reformátusok és a huszita Cseh Testvérek, hogy összefognak a vallásszabadság érvényesítéséért, ami 3 év múlva már királyválasztási feltétellé is vált. Az 1602-ben épült kollégium, a legrégibb lengyelországi nemesi gimnázium volt, melyet viszont már az ellenreformáció idején a jezsuiták létesítettek a Szentháromság-tagadó eszmék visszaszorítása érdekében.

### A hanyatlás

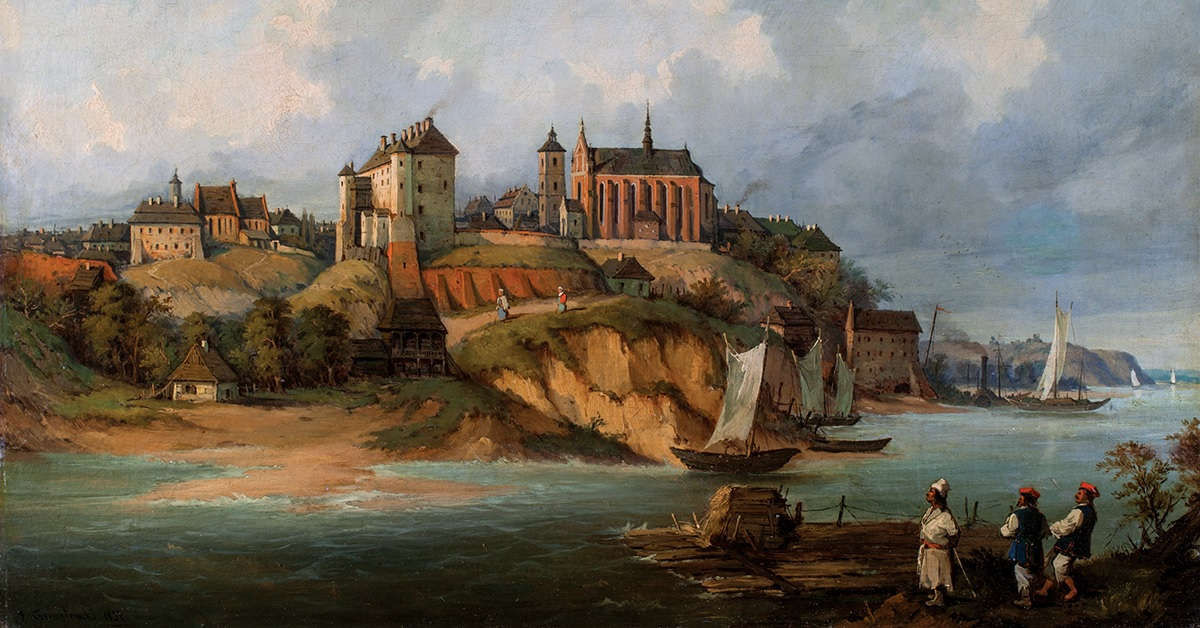
Józef Szermentowski - "Sandomierz látképe a Viszutula felől"
Olaj 1855.

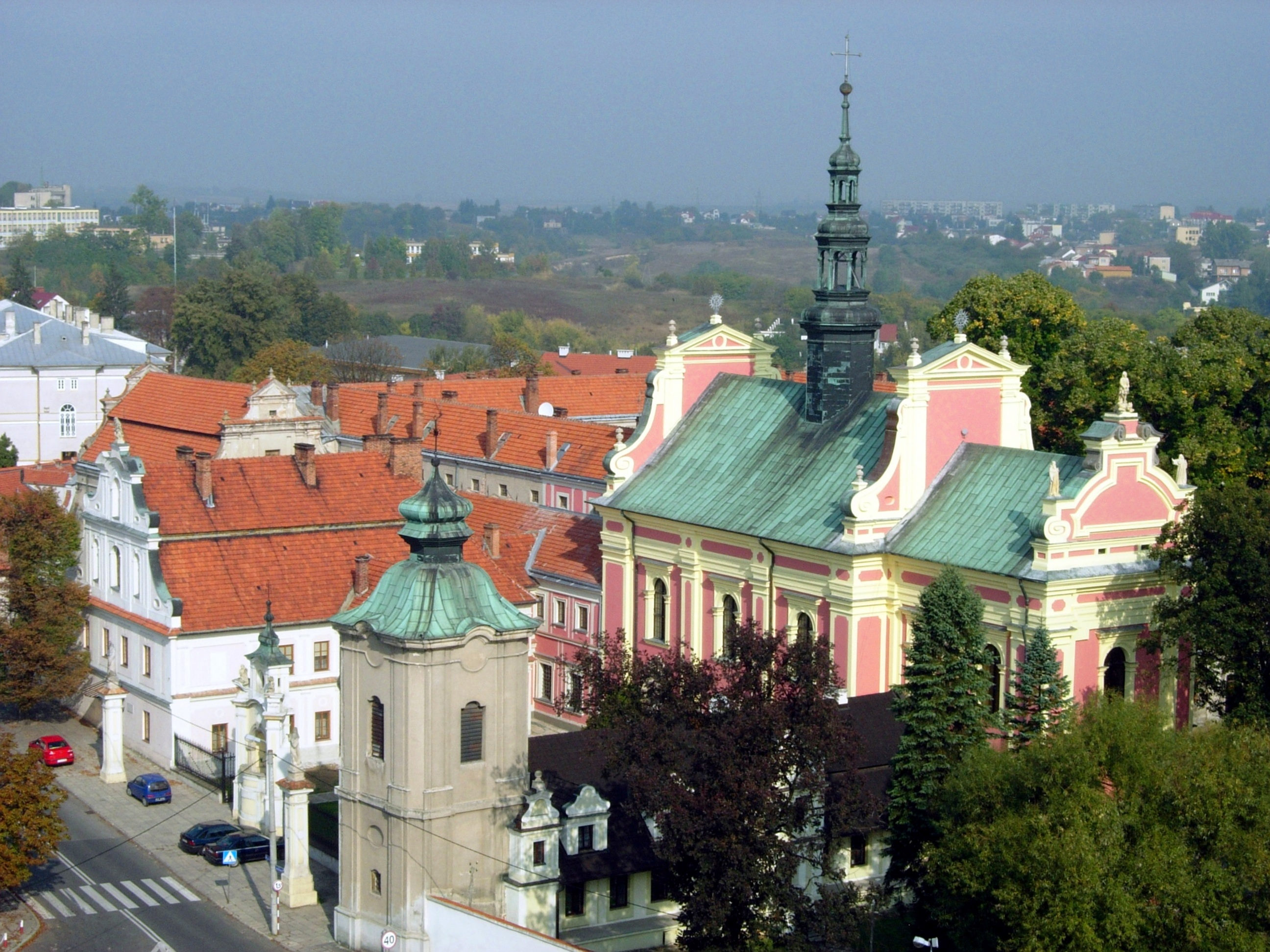
Szent Mihály templom

A svéd háborúkkal és a 18. századi általános hanyatlással azonban lehunyt Sandomierz
szerencsecsillaga. A svédek előbb elfoglalták a várost, majd 1656-ban a lengyelek Stefan Czarniecki vezetésével, gerillaharcmodort alkalmazva, többek között itt is legyőzték őket és visszafoglalták Sandomierzt. A svédekkel szövetséges II. Rákóczi György 1657-ben erdélyi hadaival itt kelt át a Visztulán. A nagy északi háború során, 1704-ben ugyancsak itt kötötték meg a svédellenes lengyel nemesek II. (Erős) Ágost király és a vele szövetséges Nagy Péter cár támogatására az ún. sandomierzi konföderációt.
Lengyelország 1795-ös harmadik felosztása során Sandomierz és környéke Nyugat-Galícia néven Ausztria uralma alá került, de annak 1809-es veresége után (a városban is folytak harcok) már Napóleon Varsói Hercegségének határvárosa lett. Az 1815. évi bécsi kongresszust követően a Királyi Lengyelország területeként a cár uralma alá került, de lakossága ekkorra már csak 2640 főt számlált. Az 1830-31-es lengyel szabadságharc bukása után a lengyel csapatok egy része Sandomierz felé menekült, majd a Visztulán átkelve az osztrákoknak adta meg magát.

### A20. század
A régi jelentőségét már elvesztett Sandomierz 1918-ban az újjáalakuló Lengyelországhoz került. A harmincas évek végén a várost a létrehozandó Sandomierzi Vajdaság és az ún. Központi Ipari Körzet székhelyévé akarták fejleszteni, de a háború megakadályozta a tervek megvalósulását. Az 1939-ben támadó németek szeptember 9-én már el is foglalták a várost, hogy az az általuk kreált bábállam, a Lengyel Főkormányzóság részeként 5 évig az uralmuk alatt álljon. A város zsidó lakosságát (kb. 2500 főt) Bełżec és Treblinka megsemmisítőtáboraiba hurcolták. 1944 nyarán errefelé zajlott az ún. Lemberg–Sandomierz offenzíva (a Bagratyion hadművelet része), ennek eredményeként a szovjet Vörös Hadsereg (magyar csapatokat is legyőzve) Baranów Sandomierskinél átkelt a Visztulán, kiépített és megtartott egy hídfőállást, majd elfoglalta Sandomierzt. A támadást irányító Vaszilij Szkopenko szovjet alezredesnek úgy megtetszett a műemlékváros, hogy nem engedte tüzérséggel lövetni, s parancsára a szovjet csapatok kézifegyverekkel verték ki a németeket. Amikor Szkopenko alezredes az Odera menti harcokban elesett, kívánsága szerint és hálából a sandomierzi temetőben temették el.

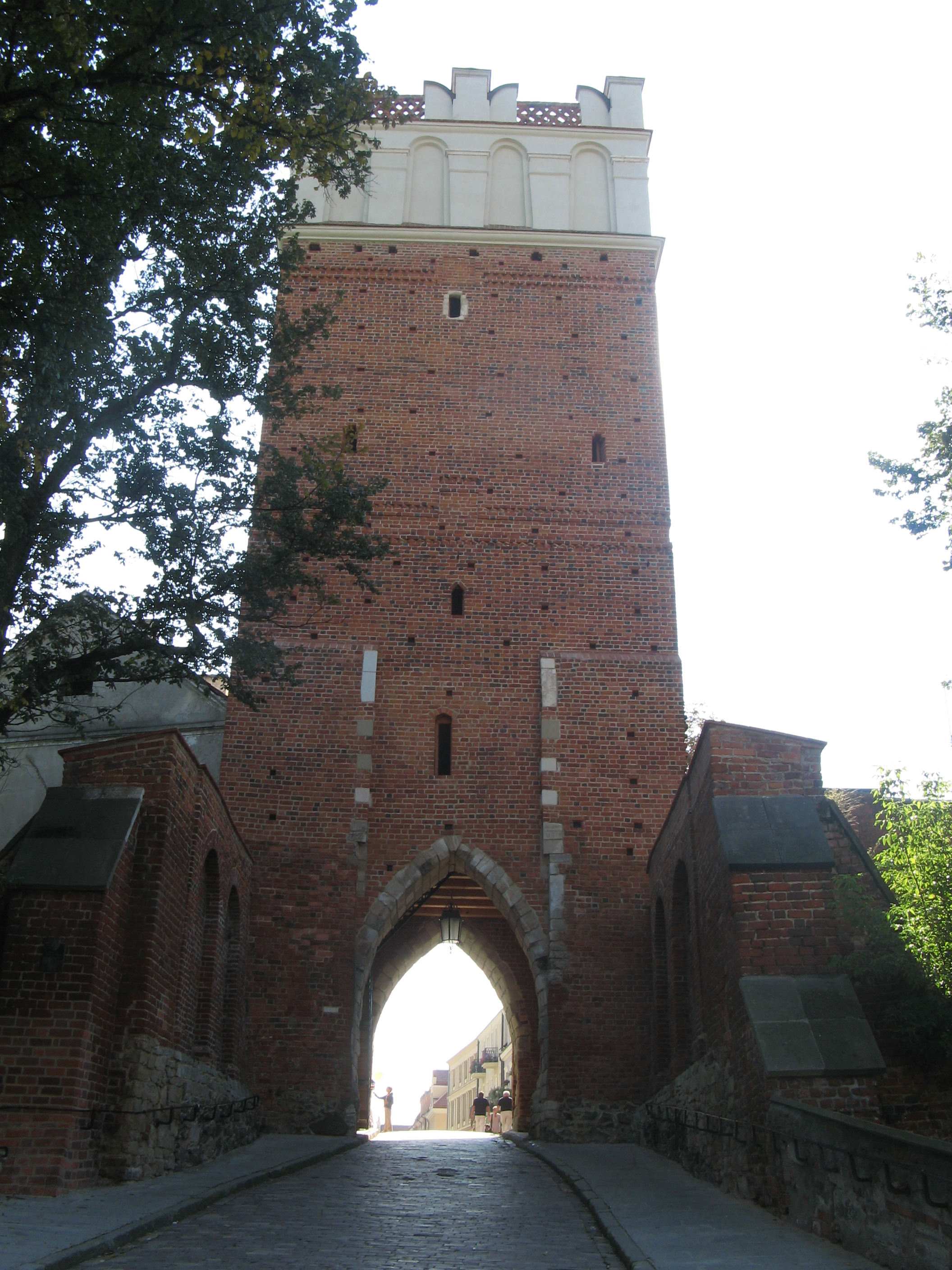
Opatówi-kapu
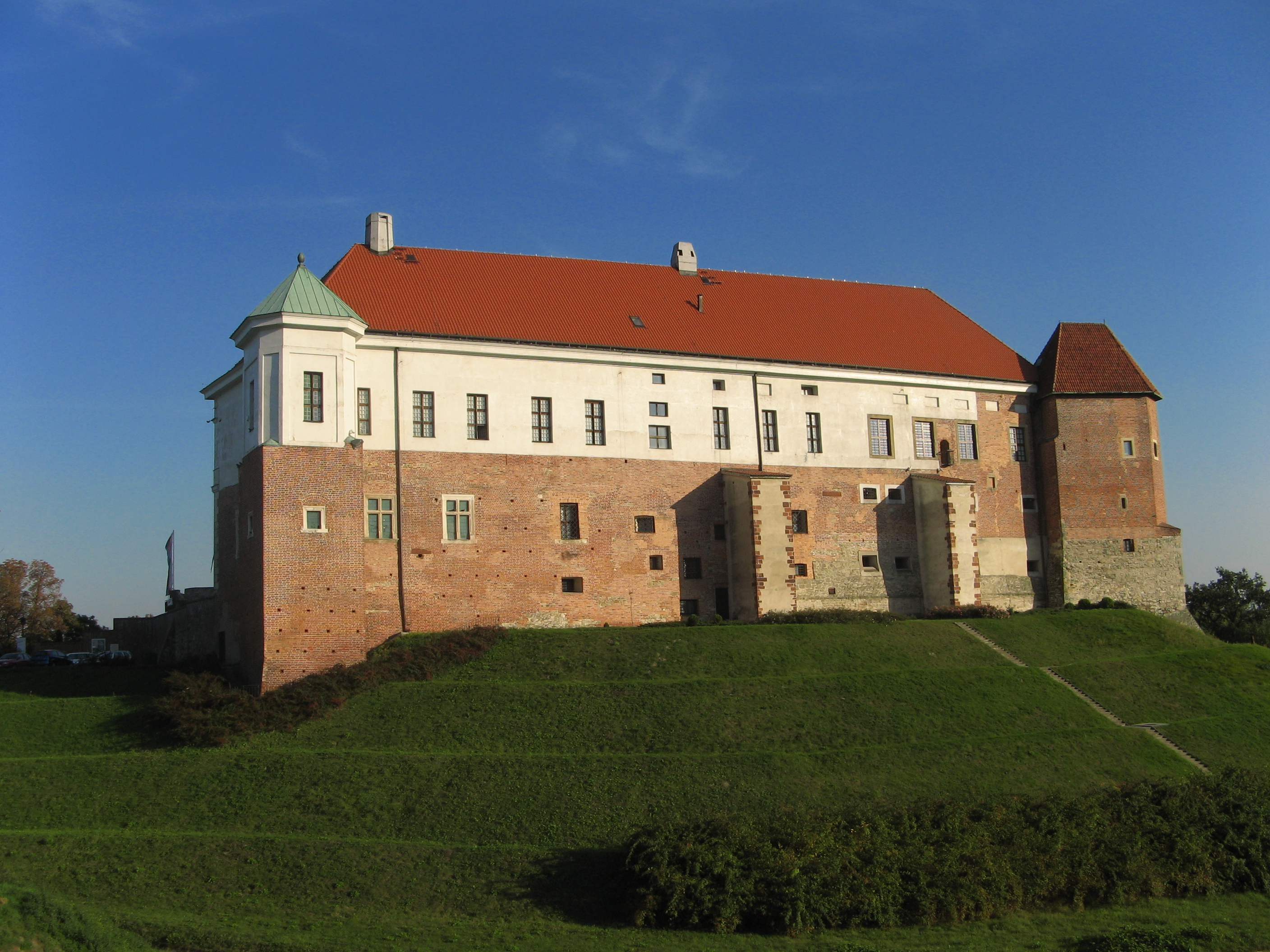
Vár
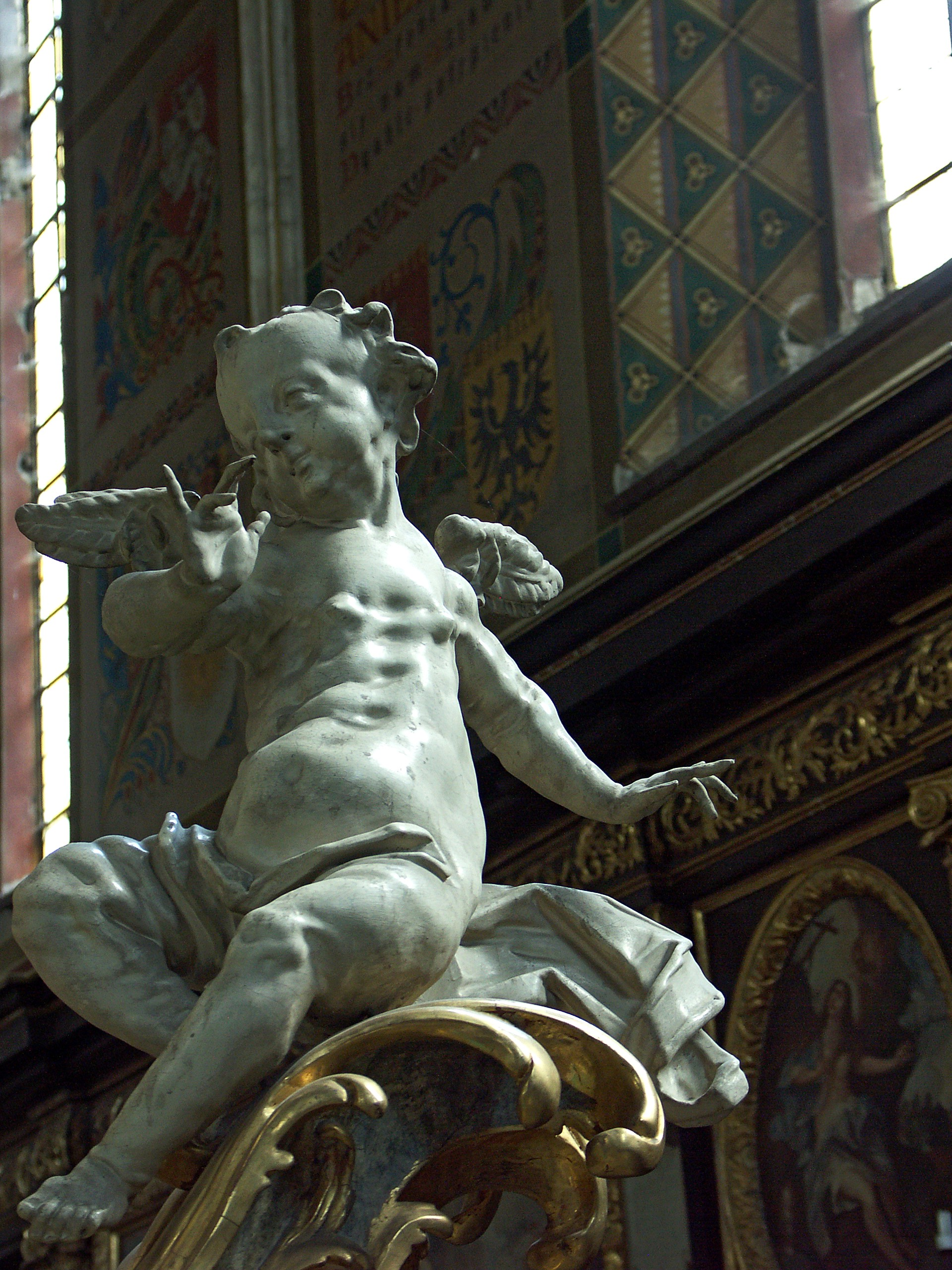
Angyalka szobra a katedrálisnál
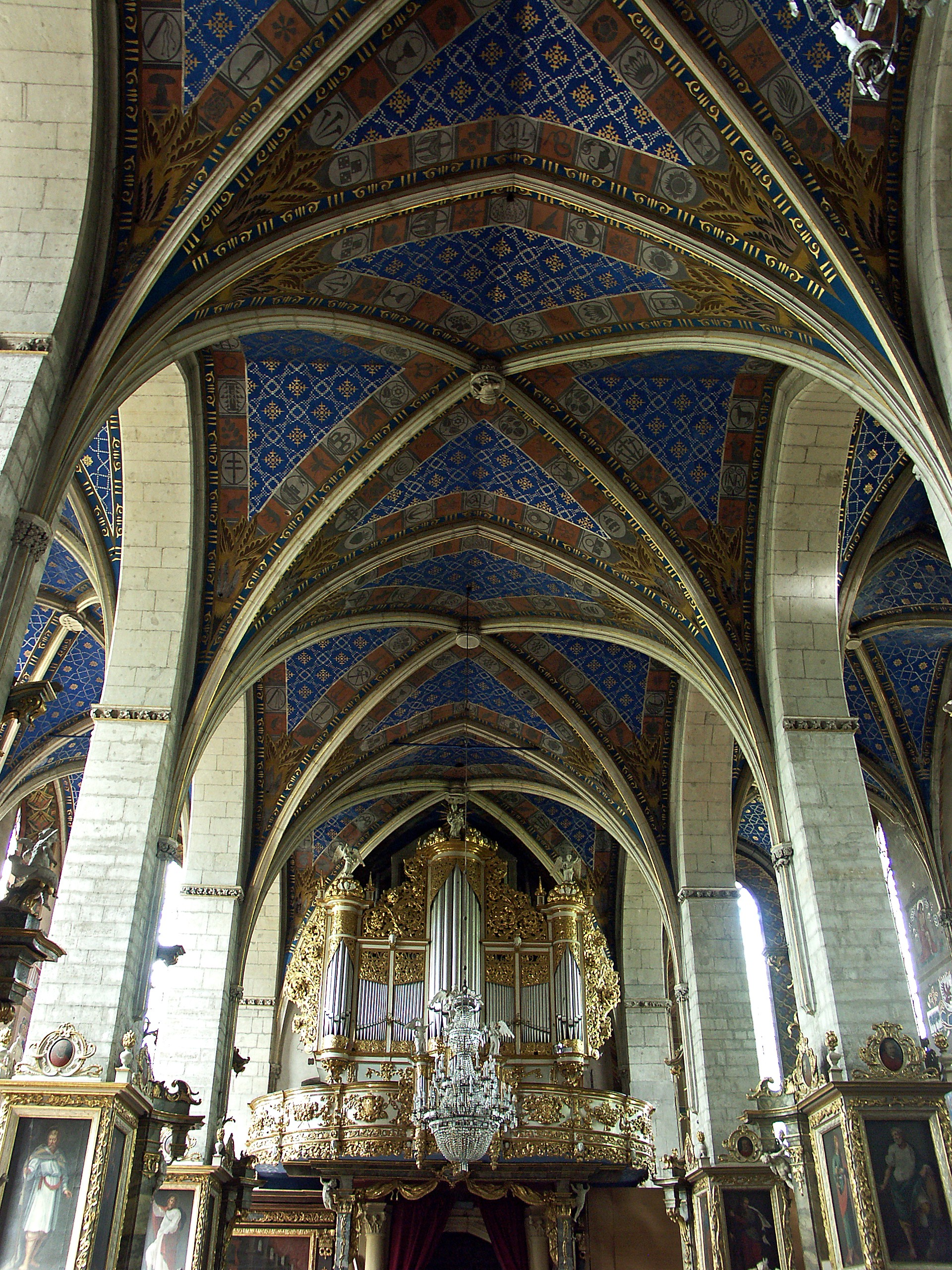
Orgona és keresztboltozatok a katedrálisban
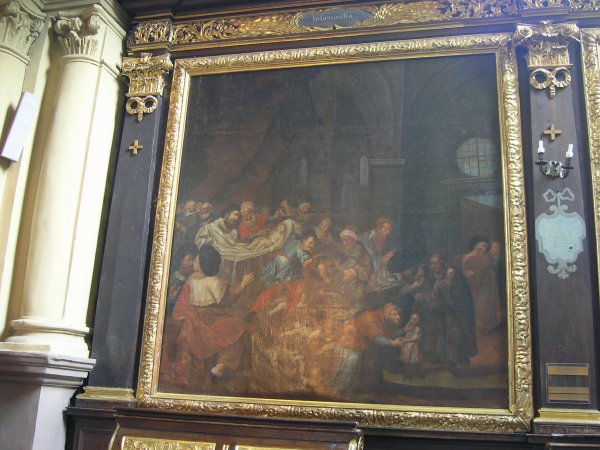
Karol de Prevot festménye az állítólagos rituális gyilkosságról

## Látnivalók

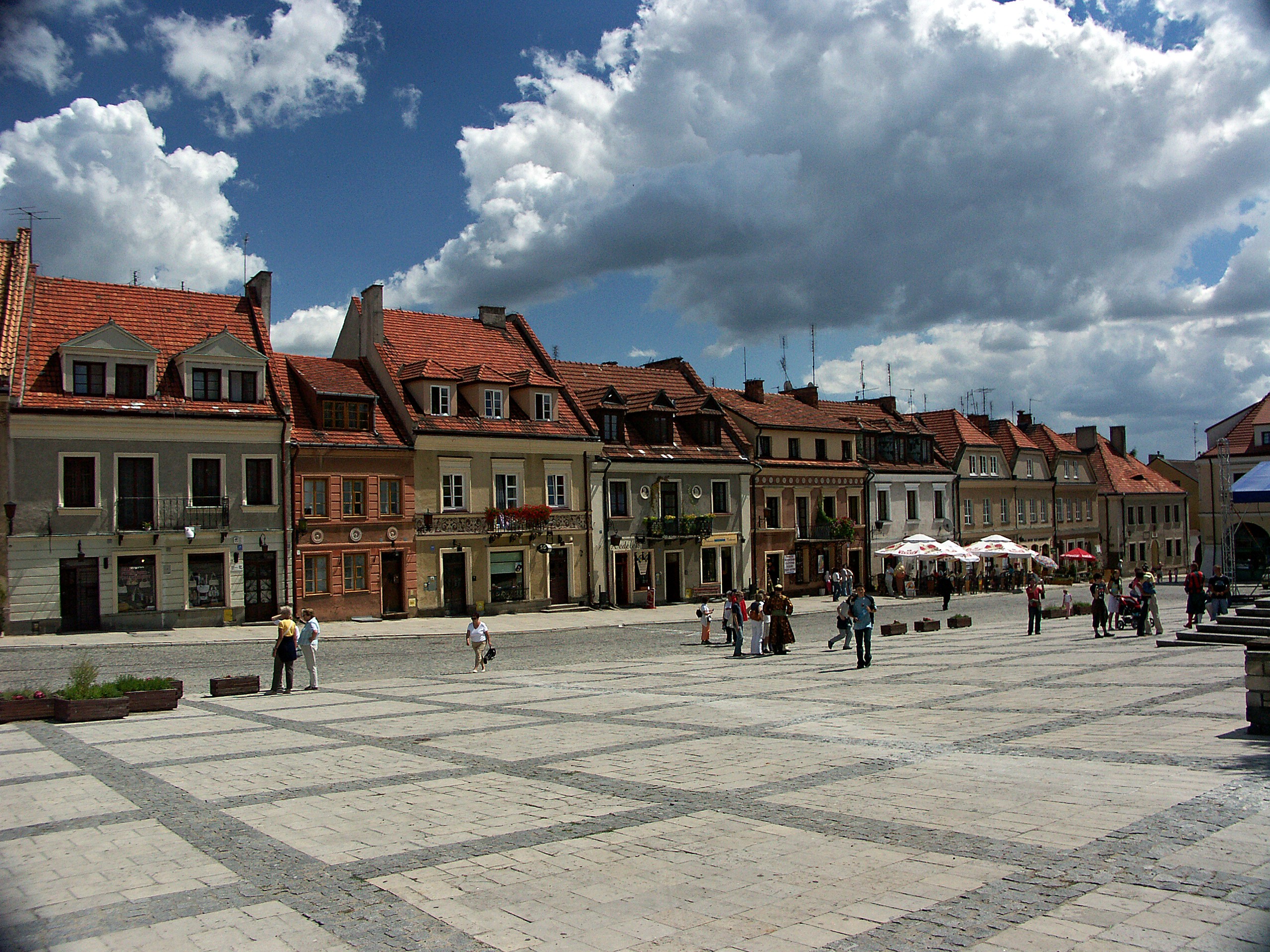
Palota az óvárosban

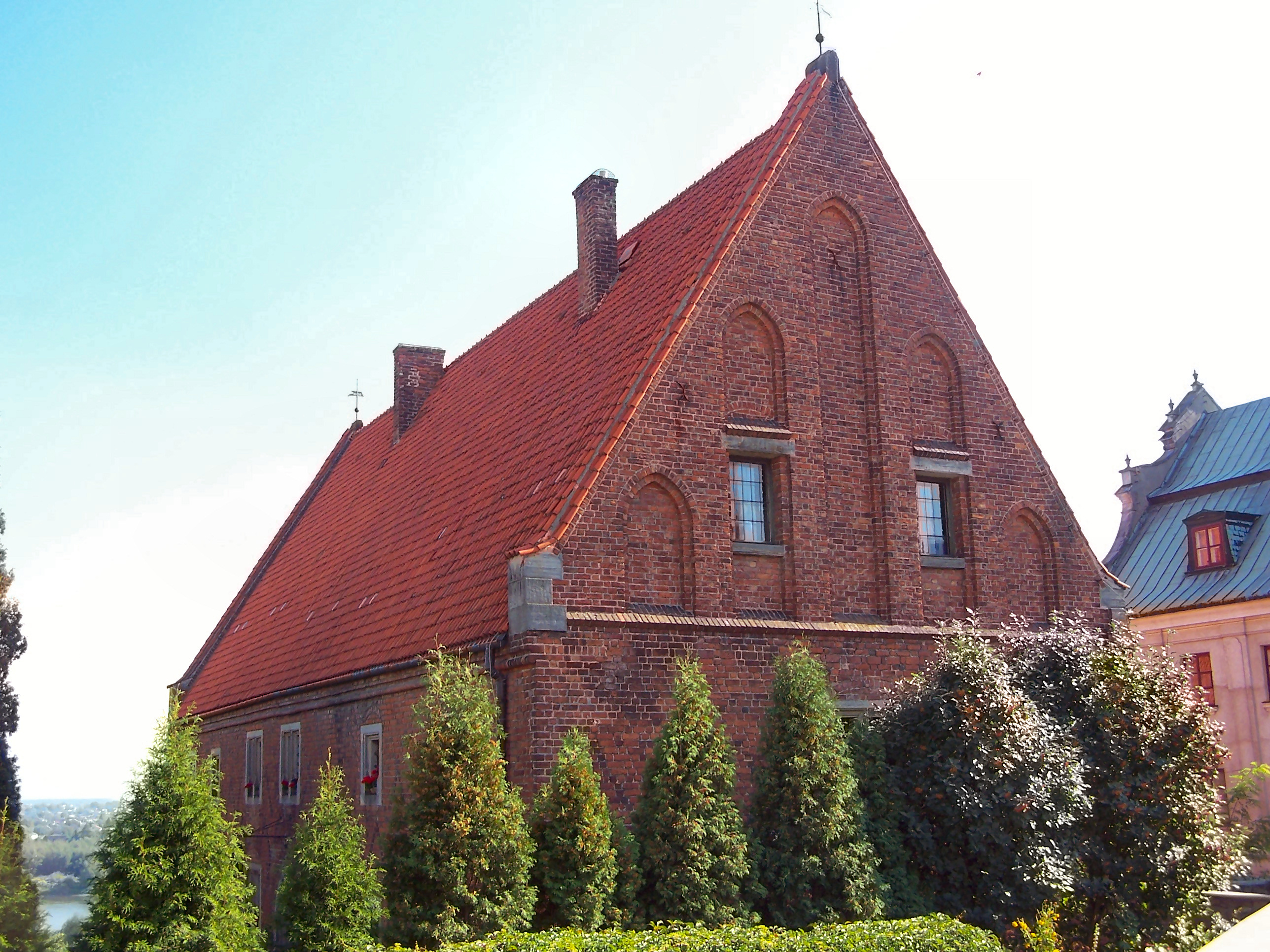
"Długosz háza" - jelenleg egyházi múzeum

- Mihály arkangyal-templom (egykor bencés rendi, barokk, 17. század)
- Szent József-templom (egykor obszerváns ferences, barokk, 17. század)
- Opatówi-kapu (gótikus-reneszánsz, 14-16. század)
- Az egykori Szentlélek-templom és kórház (1292-ben alapították, épült a 14. században - az egyik legrégibb kórházépület Lengyelországban)
- Az egykori 17-18. századi zsinagóga, ma levéltár
- Oleśnicki-ház: középkori eredetű, jelenlegi formájában 18. századi
- Földalatti Turistaút: a főtér házai alatt húzódó, kereskedők által kialakított, 500 m hosszú, legmélyebb pontján 12 m mély pincerendszer a 15-17. századból
- Városháza (gótikus, 14. század, 1523-as reneszánsz pártázattal)
- Faoszlopos kútház a főtéren
- Katedrális: az elpusztult román templom helyén a 14. században épült, gótikus stílusban. Később átépítették és barokkosították. Belül háromhajós csarnoktemplom, falain 15. századi, bizánci-orosz hatást mutató freskókkal, barokk festményekkel, síremlékekkel. Külön harangtorony, a közelben püspöki palota.
- Dominikánus-erőd és a városfalak maradványai
- Długosz-ház: a híres történetíró által 1476-ban építtetett gótikus ház, benne Egyházi Múzeum
- Collegium Gostomianum: 1602-ben, késő reneszánsz stílusban építették a jezsuiták nemesi gimnáziumnak
- Magtár a 17. századból
- Vár: az első fejedelmi palota a 11. században volt itt, ennek helyén Nagy Kázmér építtetett királyi várat, amelyet Öreg Zsigmond építtetett át reneszánsz stílusban. Sokáig börtön volt, ma múzeum működik benne.
- Szent Jakab-templom és domonkos kolostor: 1226-ban építtette Igazságos Kázmér fejedelem lánya, Adelajda, késő román stílusban. Kapuzatán kerámia királyfejek láthatók, kápolnája a tatárok által 1260-ban legyilkolt 49 szerzetesnek állít emléket. Adelajda szarkofágját egyetlen tölgyfa törzséből faragták 1676-ban.

## Testvérvárosok
- Newark-on-Trent, Egyesült Királyság
- Emmendingen, Németország
- Osztroh, Ukrajna